# Astragalus nuttallianus
Astragalus nuttallianus är en ärtväxtart som beskrevs av Dc. Astragalus nuttallianus ingår i släktet vedlar, och familjen ärtväxter.

## Underarter
Arten delas in i följande underarter:
- A. n. austrinus
- A. n. cedrosensis
- A. n. imperfectus
- A. n. macilentus
- A. n. micranthiformis
- A. n. nuttallianus
- A. n. pleianthus
- A. n. trichocarpus
- A. n. zapatanus

## Bildgalleri

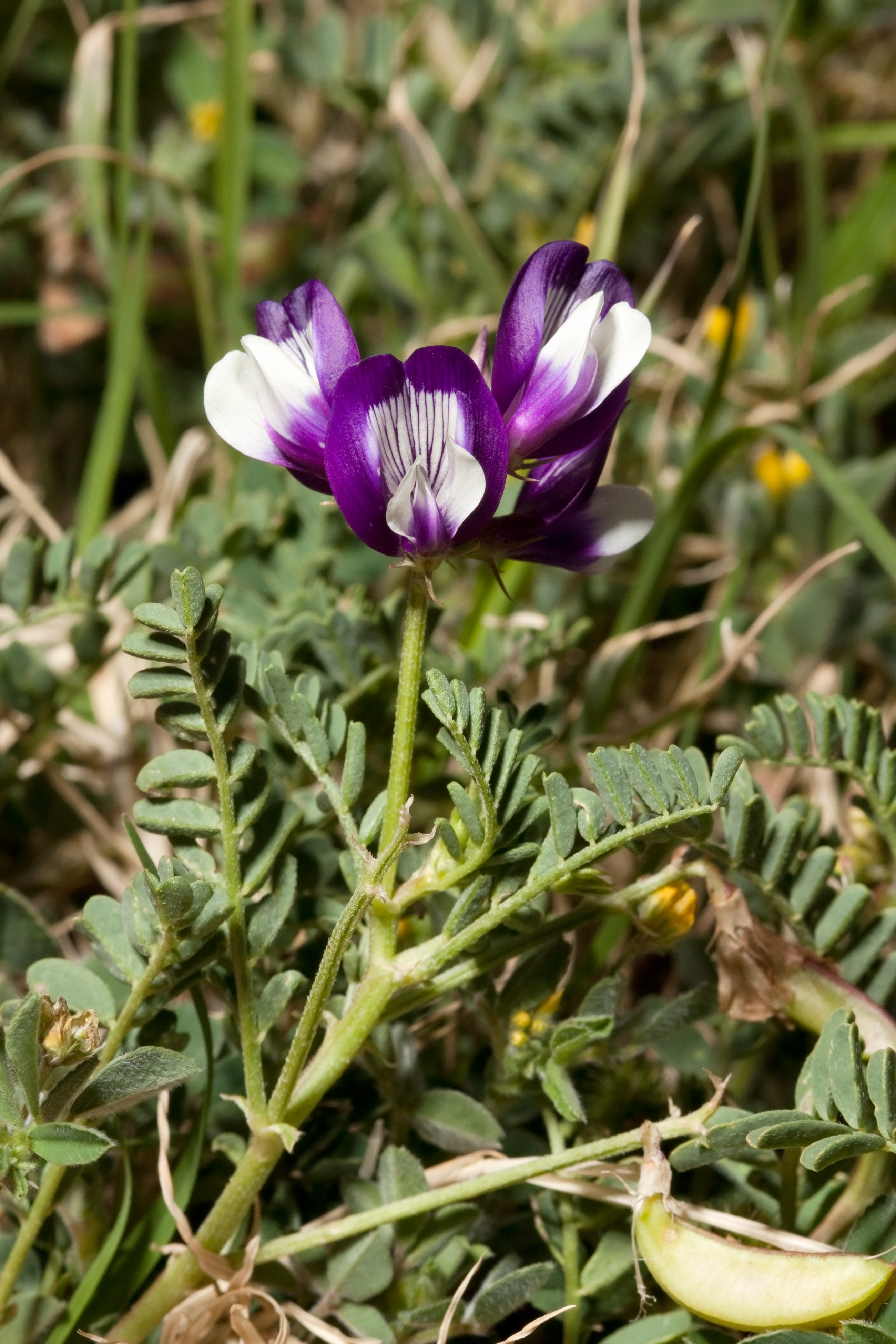
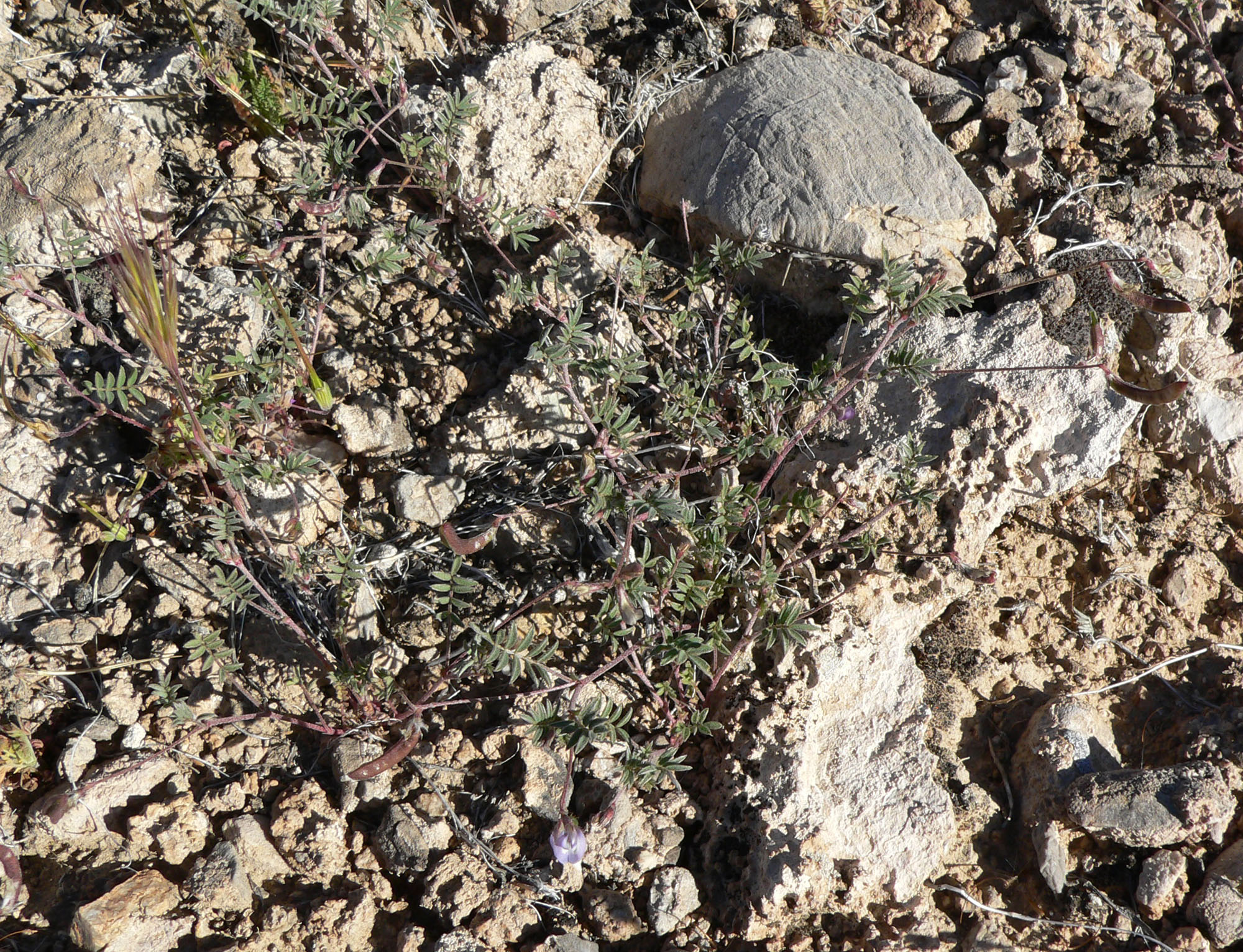
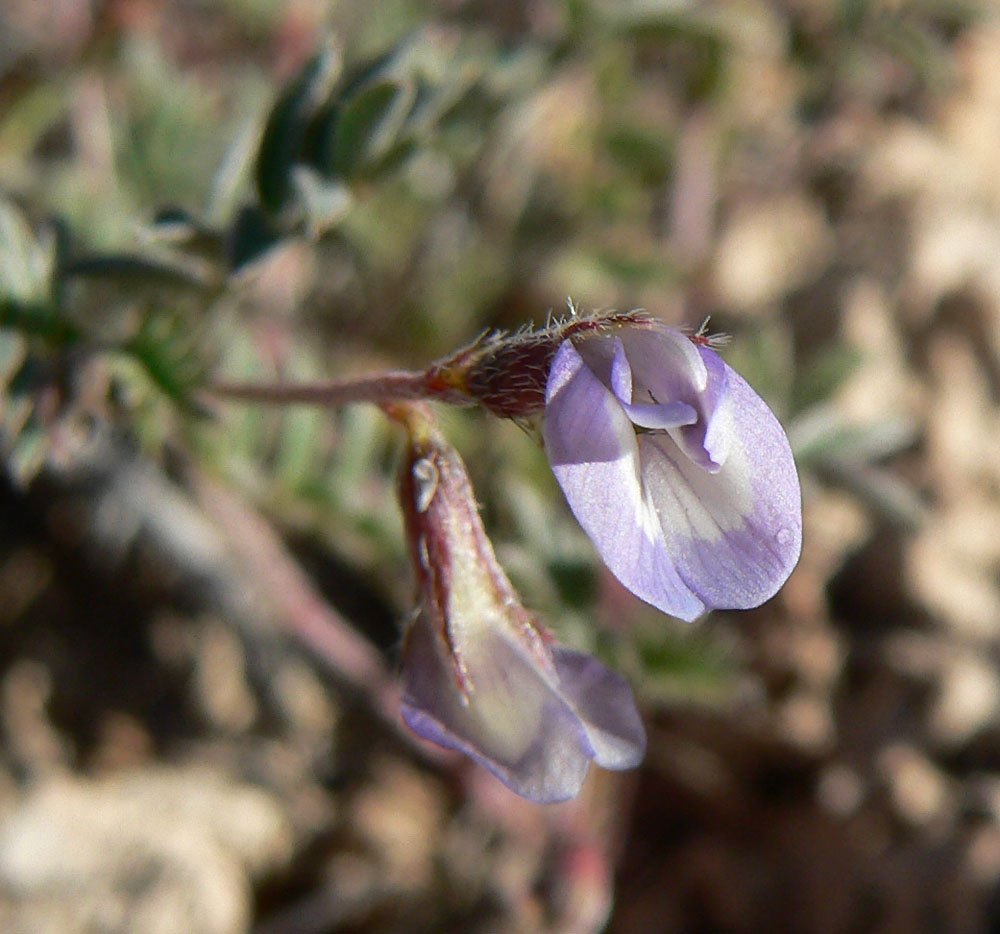
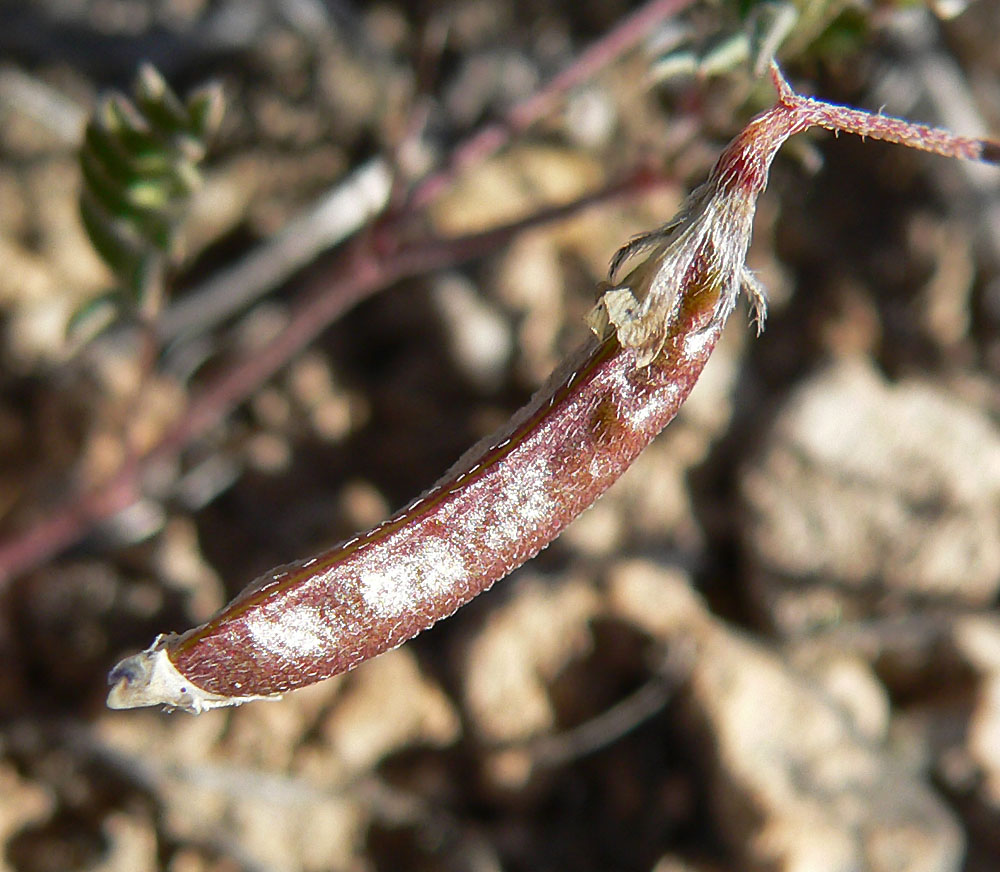
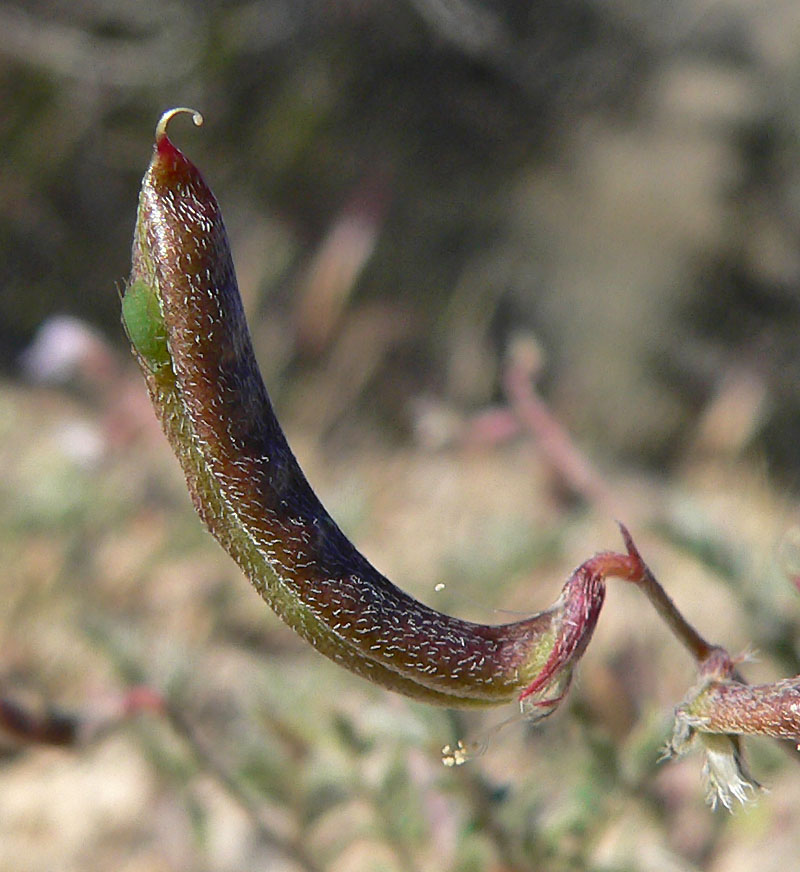
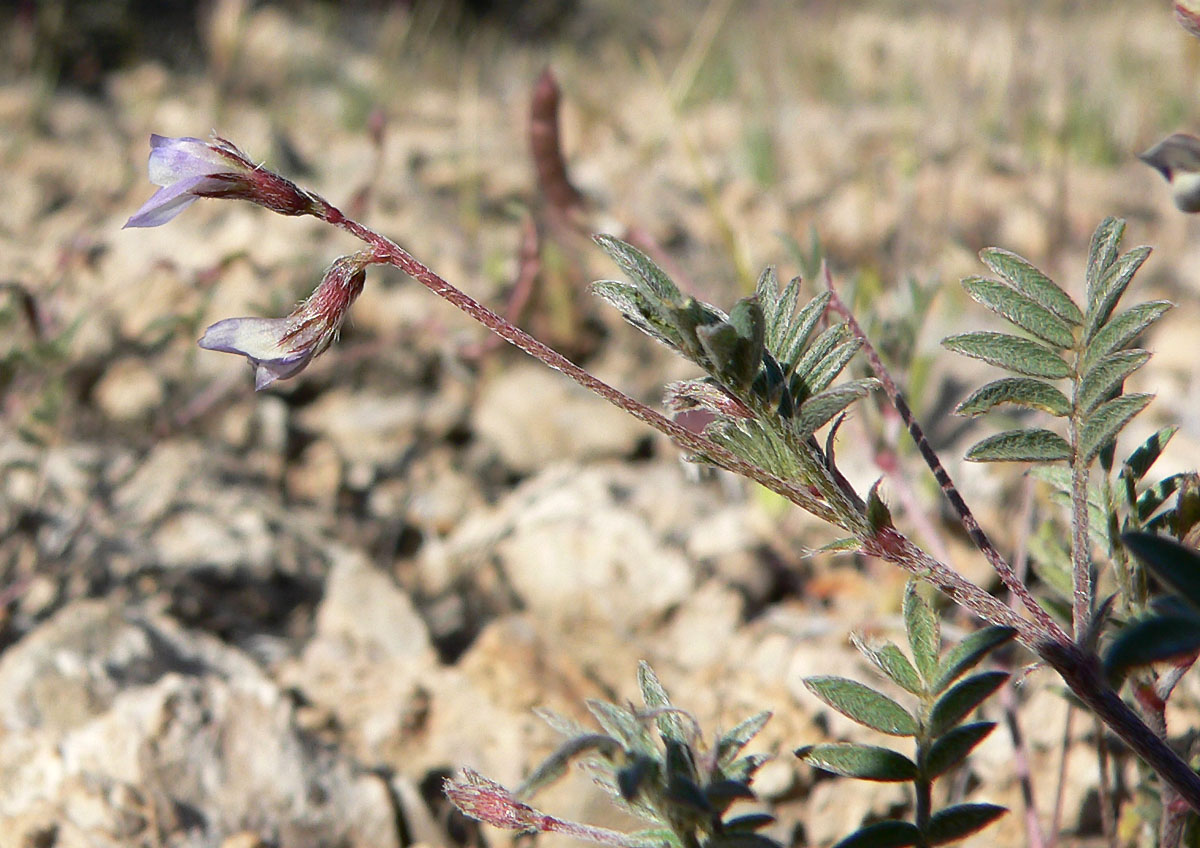